# Ergün Penbe
Ergün Penbe (Zonguldak, 1972. május 17. –), török válogatott labdarúgó.
A török válogatott tagjaként részt vett a 2000-es Európa-bajnokságon, a 2002-es világbajnokságon és a 2003-as konföderációs kupán.

## Sikerei, díjai
Galatasaray
- Török bajnok (6): 1996–97, 1997–98, 1998–99, 1999–2000, 2001–02, 2005–06
- Török kupagyőztes (4): 1995–96, 1998–99, 1999–2000, 2004–05
- UEFA-kupa győztes (1): 1999–2000
- UEFA-szuperkupa győztes (1): 2000

Törökország
- Világbajnoki bronzérmes (1): 2002
- Konföderációs kupa bronzérmes (1): 2003